# Finlande au Concours Eurovision de la chanson 2012
La Finlande a participé au Concours Eurovision de la chanson 2012 et a sélectionné sa chanson et son artiste via plusieurs émissions éliminatoires et une finale nationale, organisée par le diffuseur finnois Yle.

## Finale nationale
Le lendemain du Concours Eurovision de la chanson 2011 à Düsseldorf en Allemagne, YLE confirme sa participation à l'Eurovision 2012 à Bakou.
YLE décide de changer le format de leur méthode de sélection à l'occasion du concours 2012. En effet, le concours est ouvert à tous et amène à une finale nationale qui a lieu à Helsinki en février. YLE accepte les démos de chansons pour cette sélection du 15 août et jusqu'à la fin de septembre. Pour arriver à la finale de février, il y eut des sélections par un jury et des auditions notamment. La finale est présentée par Anne Lainto et Joona Kortesmäki.
Les règles du concours stipulent qu'au moins l'un des auteurs-compositeurs et les artistes principaux des chansons doivent être finnois ou habiter en Finlande. Seulement une chanson par artiste est acceptée et celle-ci ne doit pas être envoyé à aucune autre sélection nationale pour l'Eurovision.
Le 3 octobre 2011, YLE annonce que 540 chansons ont été soumises.
Le 24 octobre 2011, YLE annonce que la finale nationale a lieu dans le Helsingin Jäähalli.
Le 31 octobre 2011, YLE annonce que les 40 chansons choisis pour être diffusés sur Internet vont être analysés par un jury pour que celui-ci en garde douze qui participent à la sélection nationale télévisé. Une chanson supplémentaire est également choisie par le public, ce qui fait un total de treize chansons sélectionnés pour la sélection télévisée.
À la suite de cinq émissions éliminatoires qui ont lieu en janvier-février 2012, il reste six chansons qui participent à la finale nationale qui a lieu le 25 février 2012.
| Artiste           | Chanson                | Musique (m) / Paroles (p)                                  | Place |
| ----------------- | ---------------------- | ---------------------------------------------------------- | ----- |
| Iconcrash         | We Are The Night       | Janni Peuhu (m et p), Rory Winston (p)                     | -     |
| Kaisa Vala        | Habits Of Human Beings | Kaisa Vala (m et p)                                        | -     |
| Mica Ikonen       | Antaa mennä            | Lauri Hämäläinen (m et p), Mica Ikonen (m et p)            | -     |
| Pernilla Karlsson | När jag blundar        | Jonas Karlsson (m et p)                                    | 1     |
| Stig              | Laululeija             | Matti Mikkola (m), DJPP (m), Paula Vesala (p)              | 3     |
| Ville Eetvartti   | Lasikaupunki           | Jyri Sariola (m), Tero Myllyvirta (p), Joni Pekkarinen (p) | 2     |

## À l'Eurovision
La Finlande participe à la première moitié de la première demi-finale du 22 mai en passant en 8e position entre la Belgique et Israël et ne se qualifie pas pour la finale en terminant à la 12e position avec 41 points.

### Points accordés à la Finlande
| 12 points | 10 points | 8 points   | 7 points  | 6 points                      |
| --------- | --------- | ---------- | --------- | ----------------------------- |
| - Hongrie |           | - Danemark | - Islande | - Lettonie                    |
| 5 points  | 4 points  | 3 points   | 2 points  | 1 point                       |
|           |           | - Irlande  | - Israël  | - Albanie - Belgique - Suisse |

### Points accordés par la Finlande
| 12 points | Russie   |
| 10 points | Islande  |
| 8 points  | Danemark |
| 7 points  | Irlande  |
| 6 points  | Moldavie |
| 5 points  | Albanie  |
| 4 points  | Hongrie  |
| 3 points  | Israël   |
| 2 points  | Belgique |
| 1 point   | Chypre   |

| 12 points | Suède     |
| 10 points | Estonie   |
| 8 points  | Russie    |
| 7 points  | Islande   |
| 6 points  | Albanie   |
| 5 points  | Danemark  |
| 4 points  | Irlande   |
| 3 points  | Espagne   |
| 2 points  | Serbie    |
| 1 point   | Allemagne |